# Aloe africana
Aloe africana (укр. Алое африкана, Алое африканське)  — сукулентна рослина роду алое.

## Етимологія
Видова назва походить від місця зростання в Африці.

## Морфологія

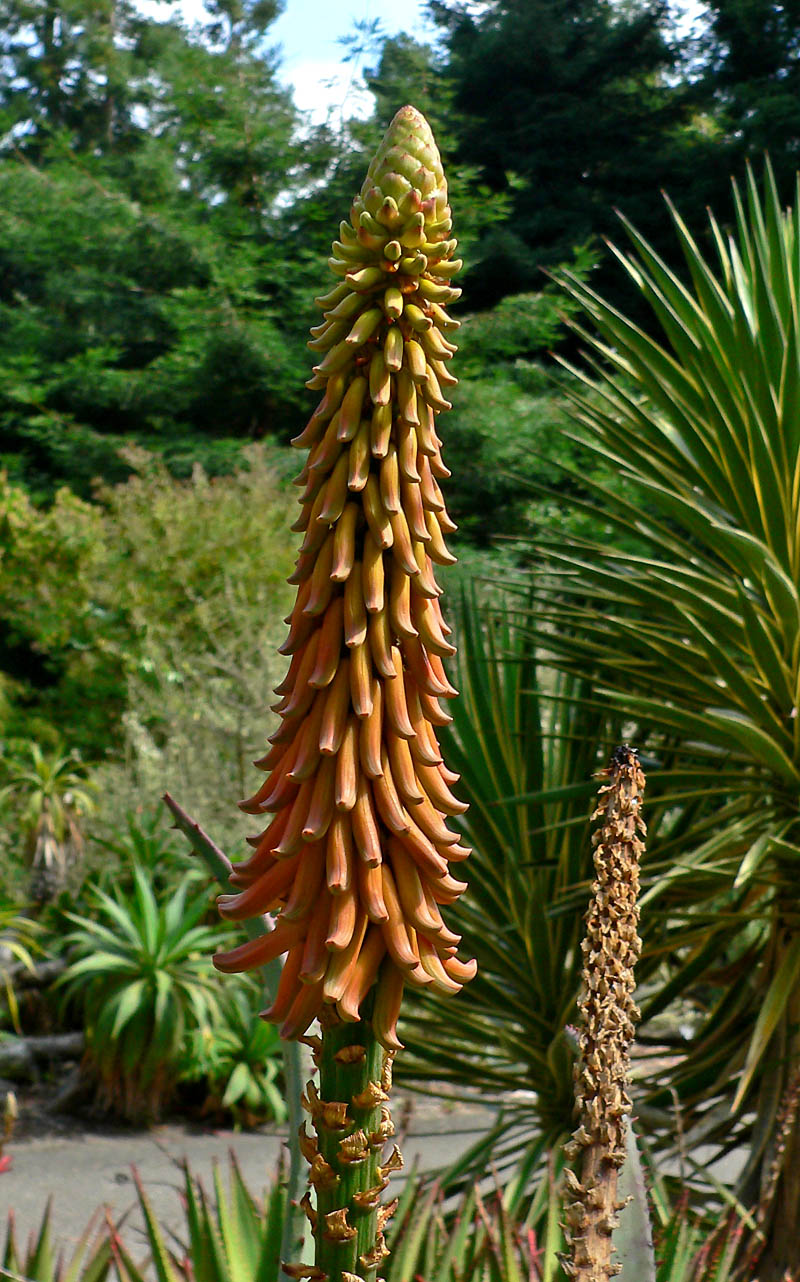
Квтітконіс Aloe africana

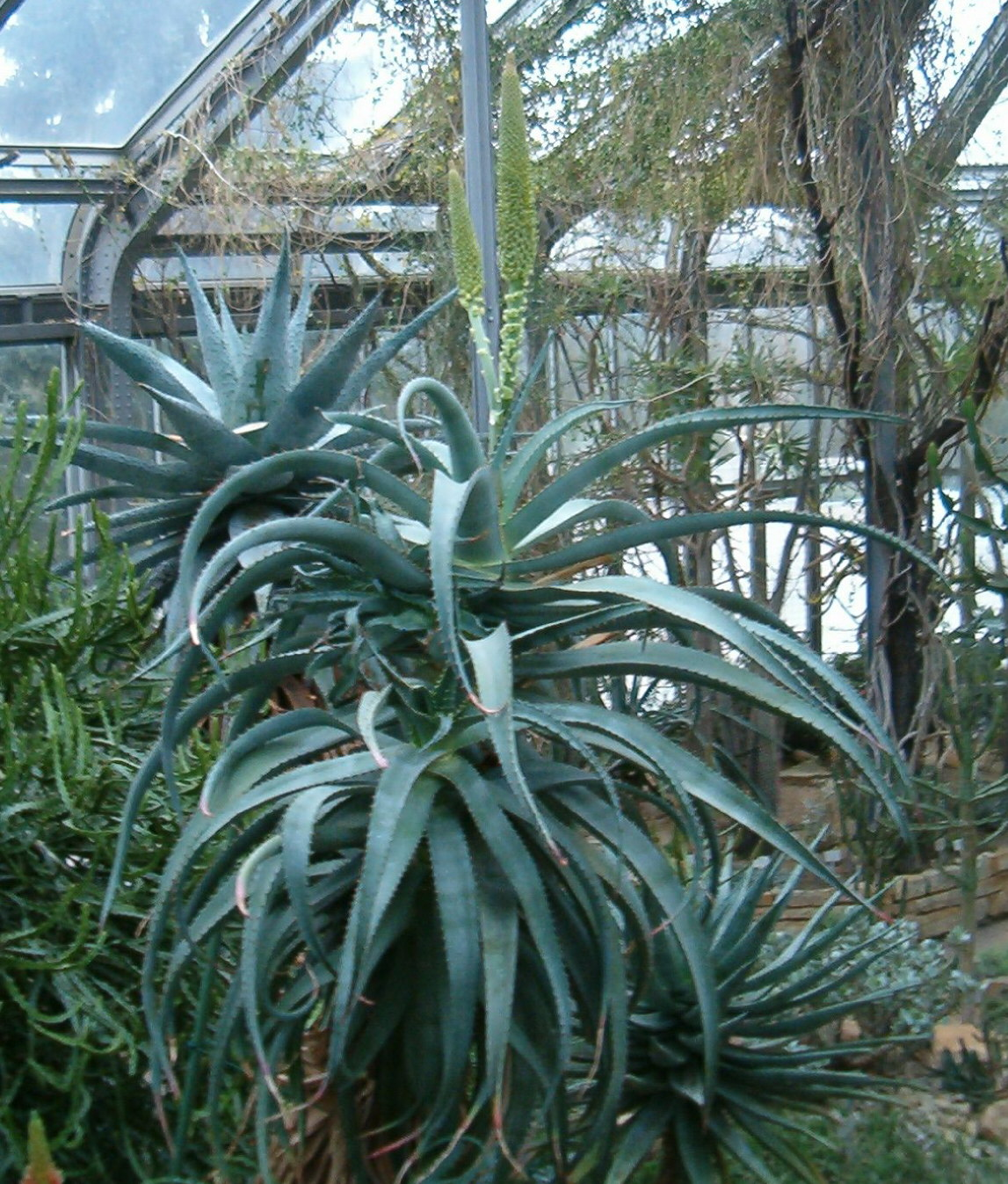
Aloe africana в Ботанічному саду Берліна

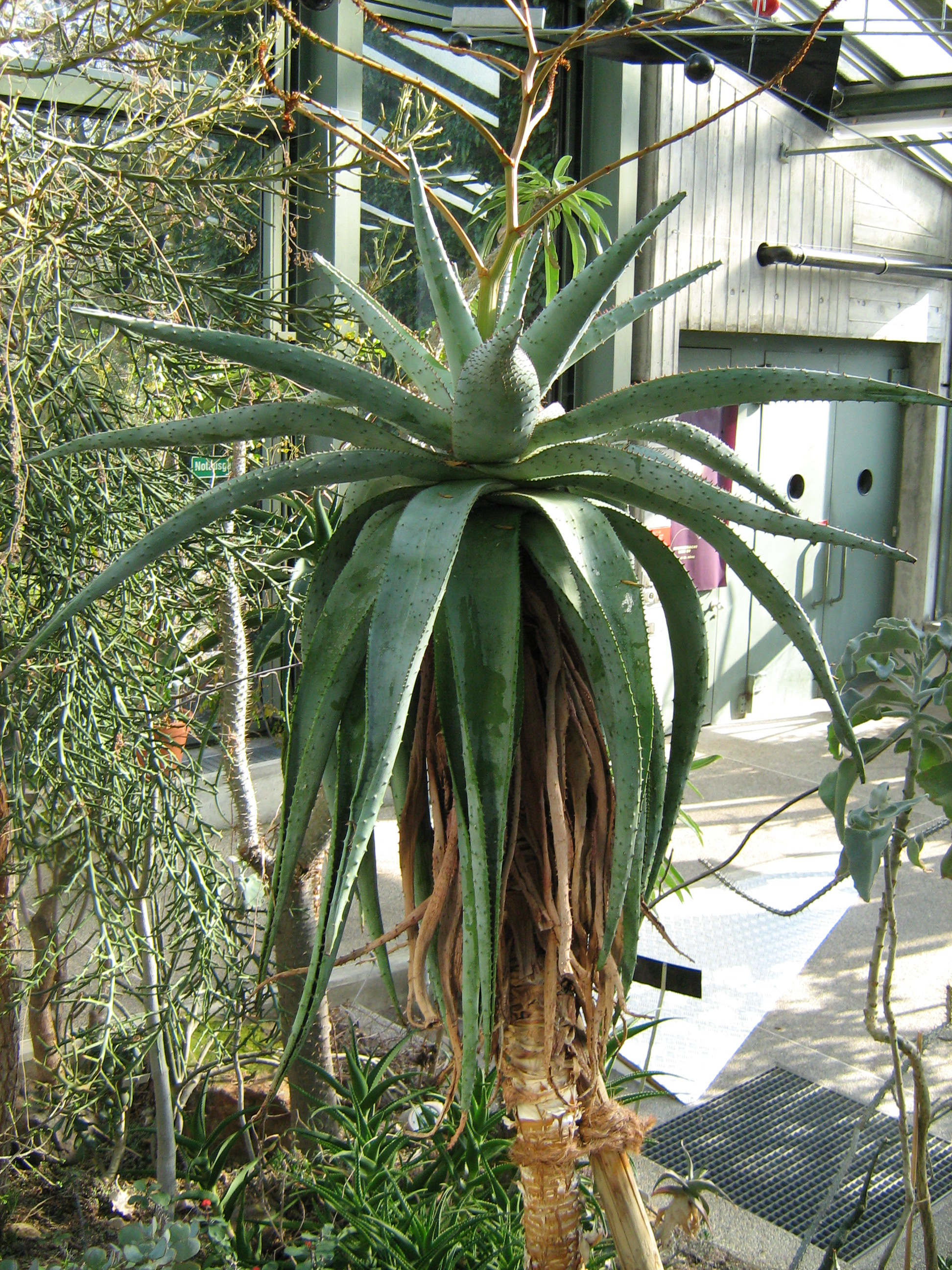
Aloe africana в Ботанічному саду Берна

Стебло пряме, до 2 м заввишки (зрідка може досягати висоти 4 м). Листя до 65 см завдовжки, розташовані в щільних верхівкових розетках, лінійно-ланцетні, сіро-зелені, по краях мають червонуваті зубці. Суцвіття одиночні або розгалужені. Квіти трубчасті, зігнуті, як правило, оранжевого кольору, завдовжки до 5,5 см. Час цвітіння від зими до початку весни (з липня по вересень в Південній Африці). Насіння утворюються в капсулах і розносяться вітром.

## Місця зростання
Цей вид, що зустрічається в Східній Капській провінції Південно-Африканської Республіки на висоті 75 — 300 метрів над рівнем моря, від річки Гамтус до Порт-Альфреда та Форт-Брауна та уздовж долини річки Грет-Фіш. Вид здатний адаптуватися до широкого діапазону умов. Це, головним чином, пагорби, росте в щільних прибережних заростях рослинності на піщаних ґрунтах. Часто зустрічається разом з Aloe ferox, Aloe pluridens, Aloe speciosa та їх гібриди не є рідкістю. Клімат помірний, без приморозків, спекотний і вологий протягом літа. Опадів протягом року від 600 до 700 мм.

## Умови зростання
Надає перевагу розташуванню на повному сонці. Потребує більше води навесні і восени, у вегетаційний період.

## Охоронний статус
Aloe africana має дуже невелиу область поширення (EOO), але локально дуже поширений. Нсіяких серйозних загроз для нього наразі не існує і чисельність рослин не знижується. У Червоному списку рослин Південної Африки (англ. Red List of South African Plants) Aloe aculeata занесено до категорії видів з найменшим ризиком (англ. Least Concern (LC)).